# Geschichte der Stadt Potsdam

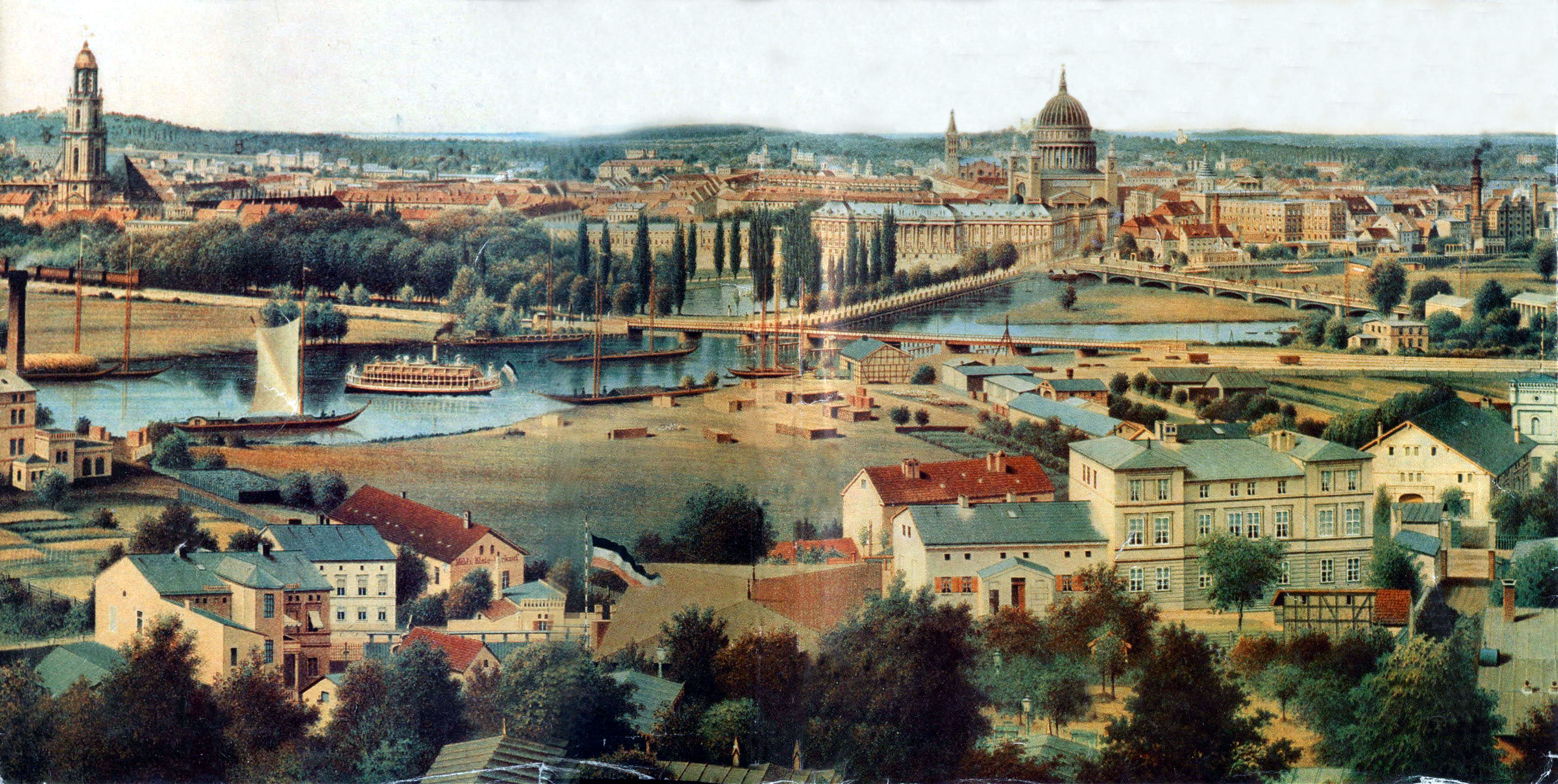
Stadtansicht Potsdams mit Garnisonkirche, Stadtschloss und Nikolaikirche 1871

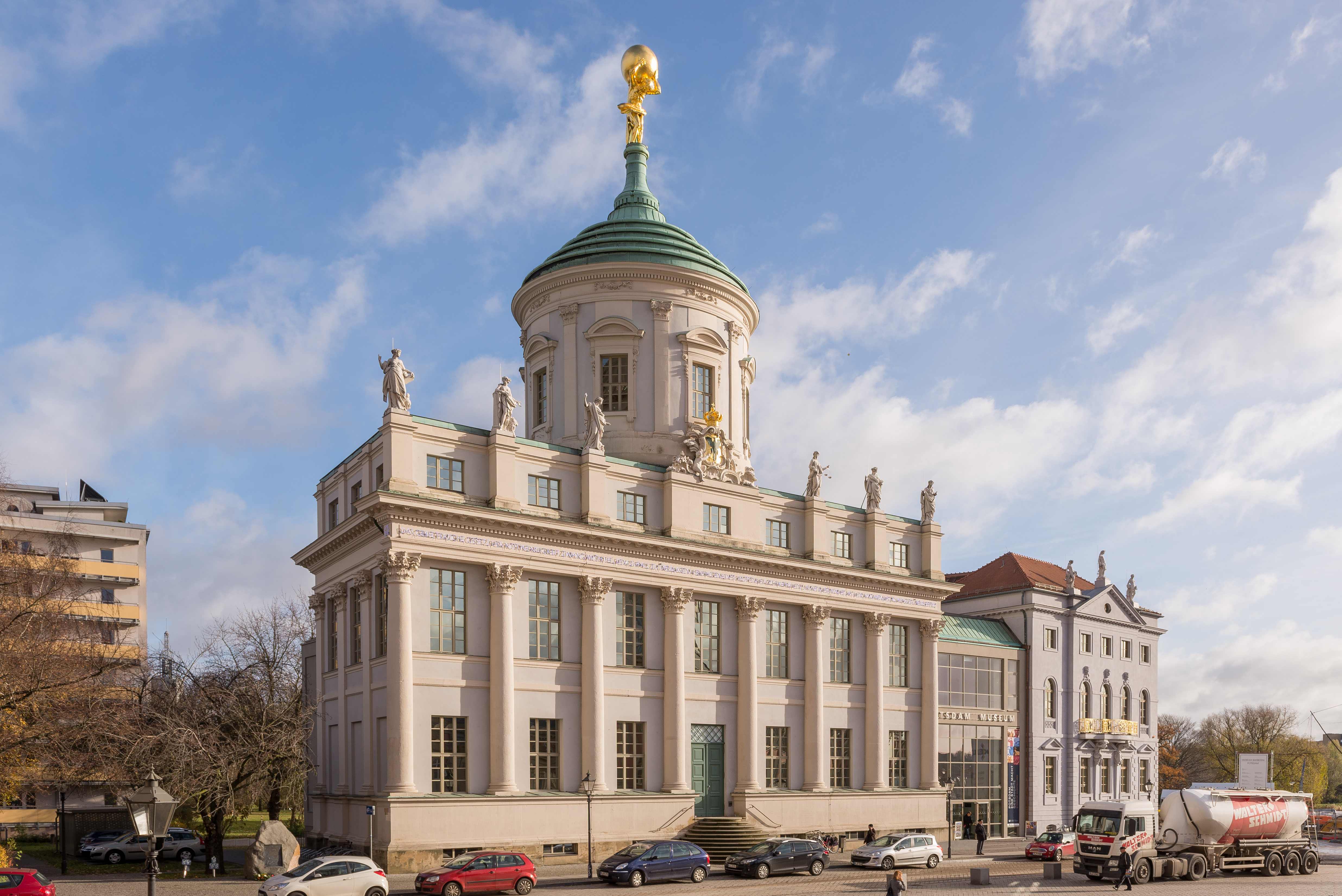
Das Alte Rathaus, Sitz der Stadtverwaltung von 1755–1945

Die Geschichte Potsdams umfasst mehr als eintausend wechselhafte Jahre. Die Anfänge der Stadtentwicklung sind gekennzeichnet durch die Kämpfe mit dem Heiligen Römischen Reich bis zu endgültigen Eroberung durch Albrecht den Bären im Jahr 1150. Die folgenden Jahrhunderte verblieb die Stadt eine kleine Ortschaft ohne überregionale Bedeutung. Die weitere Entwicklung der Stadt wurde wesentlich bestimmt durch die Wahl Potsdams als Brandenburgisch-Preußische Residenzstadt durch den Großen Kurfürsten Friedrich Wilhelm von 1660 bis 1918. Nach dem Ende des Zweiten Weltkrieges wurde die Potsdamer Konferenz abgehalten, welche die Teilung Deutschlands in Besatzungszonen besiegelte. Nach der Wiedervereinigung 1990 wurde Potsdam die Landeshauptstadt des neu gegründeten Bundeslandes Brandenburg.

## Namensbildung und Vorgeschichte (400–1000)

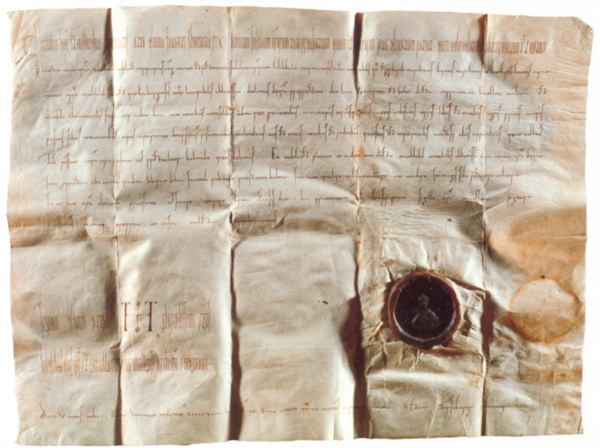
Schenkungsurkunde von 993

Im Zuge der Völkerwanderungen ab dem 4. Jahrhundert verließen die Sueben, der elbgermanische Teilstamm der Semnonen bis auf wenige Restgruppen ihre Heimat an Havel und Spree in Richtung Oberrhein. Im 6. und 7. Jahrhundert zogen in den vermutlich weitgehend siedlungsleeren Raum Slawen ein. In diesem Zeitraum errichtete der slawische Stamm der Heveller gegenüber der Einmündung der Nuthe eine Burganlage an der Havel. Die erste urkundliche Erwähnung des Ortes erfolgte in einer Schenkungsurkunde des Kaisers Otto III. des Heiligen Römischen Reiches als Poztupimi (nach Karlheinz Hengst altpolabisch für „Zugang, Anlegestelle“) am 3. Juli 993. Die Schenkung sollte an seine Tante erfolgen, die Äbtissin Mathilde von Quedlinburg. Das Dokument blieb wahrscheinlich vorerst wirkungslos, da aufgrund des Slawenaufstandes von 983 die deutsche Herrschaft bis an die Elbe zurückgedrängt worden war. Die Urkunde erwähnt die beiden Orte Poztupimi et Geliti, welche heute als Potsdam und Geltow gedeutet werden. Die genaue Namensherkunft ist nicht geklärt, Poztupimi leitet sich möglicherweise von den slawischen Wörtern pod und stupa ab, welche mit „unter den Eichen“ übersetzt werden können. Eine andere Möglichkeit ist die Ableitung von einem slawischen Personennamen Postapim.
Die Bedeutung der Region beruhte auf der Beherrschung des Havelübergangs. Dennoch war die Stadt abgelegen von den bedeutenden Handelsrouten und umgeben von Wasser und Sümpfen. Die Einwohner ernährten sich überwiegend von Ackerbau, Viehzucht und Fischfang.

## Entwicklung im Mittelalter (1000–1600)

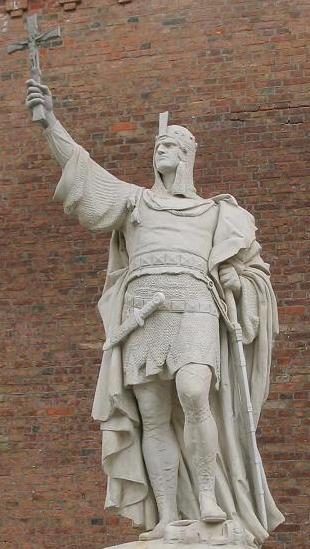
Albrecht der Bär gründete 1157 die Mark Brandenburg.

Das Heilige Römische Reich setzte seine Ostkolonisation in den folgenden Jahren entschiedener fort. Erst im Jahr 1150 gelang die endgültige Eroberung der Stadt Potsdam durch Albrecht den Bären. Er gründete 1157 die Mark Brandenburg und wurde damit der erste Markgraf von Brandenburg. Durch Albrecht kam die Nordmark als Mark Brandenburg auch faktisch zum Heiligen Römischen Reich. Am Havelübergang wurde eine deutsche, steinerne Turmburg erbaut, etwa 700 m von der slawischen Burg entfernt. Eine kleine Dienstsiedlung entwickelte sich neben den Burgen. Die ursprüngliche slawische Burg blieb wahrscheinlich weiterhin erhalten. Im Jahr 1304 wurde Potsdam erstmals als „Stedeken“ (Städtlein) erwähnt.
Im Jahr 1317 erfolgte die erste urkundliche Nennung als Burg und vor allem als „Stadt“ unter dem Namen Potsdam. 1345 erhielt Potsdam das Stadtrecht, Markgraf Ludwig bestätigt in einem Schreiben den Potsdamern Ratsmännern und der Gemeinde alle bisherigen Rechte. Allerdings blieb Potsdam lange Zeit ein unbedeutender kleiner städtischer Marktflecken. Von 1416 an bis zum Ende des Ersten Weltkrieges und dem damit verbundenen Untergang der Monarchie in Deutschland verblieb Potsdam im Besitz der Hohenzollern. Zwei große Brände im 16. Jahrhundert fügten der Stadt schwere Schäden zu. Die Stadtgebiete wurden häufig verpfändet und wechselten so die Besitzer. Im Jahr 1573 lebten nur 2.000 Einwohner in der Stadt in insgesamt 192 Häusern. Die Anzahl der historischen Quellen aus der Zeit vor dem 16. Jahrhundert ist relativ gering, zum einen gingen Aufzeichnungen bei Bränden verloren, zum anderen war auch die Bedeutung der Stadt gering.

## Preußische Residenzstadt (1600–1800)

### Der große Kurfürst (1640–1688)

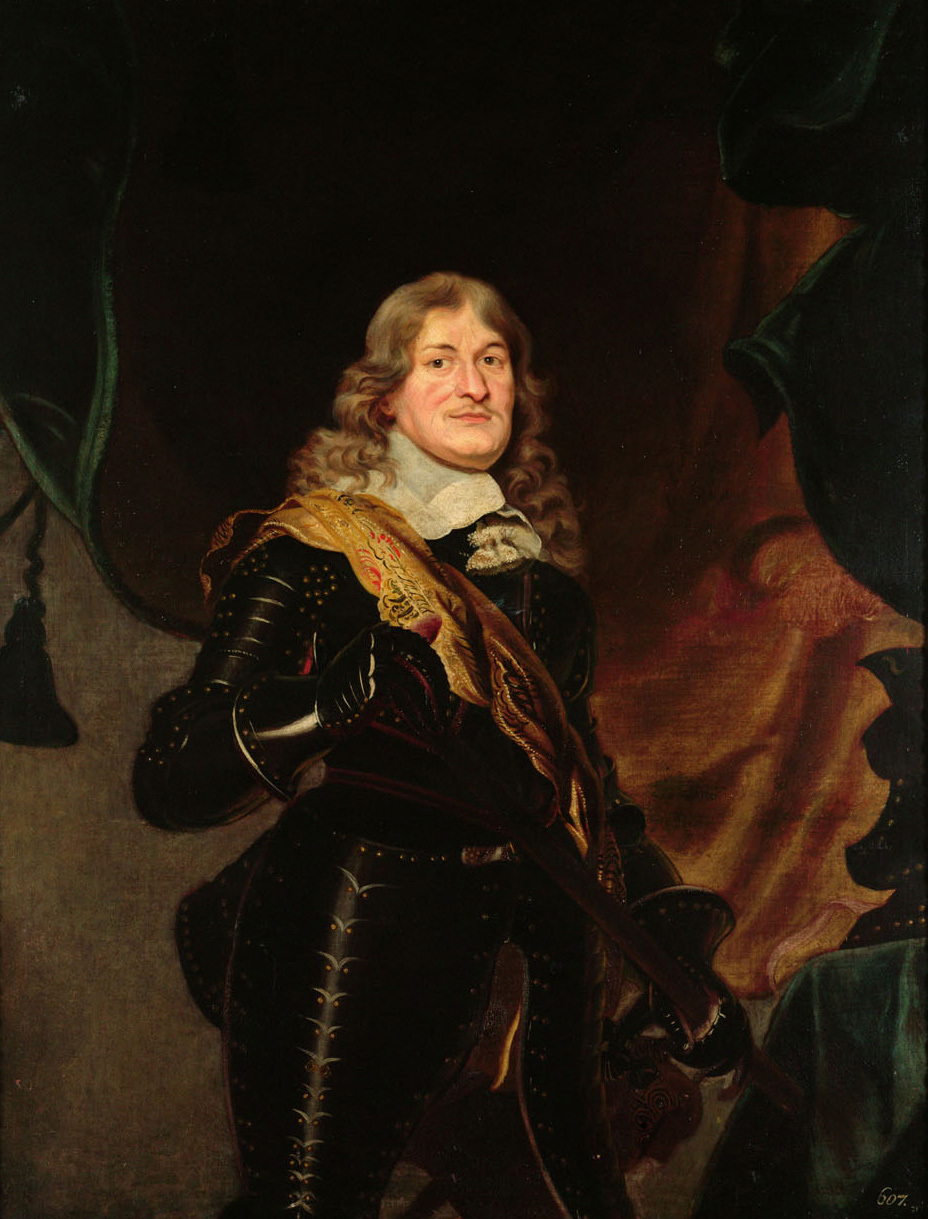
Der Große Kurfürst Friedrich Wilhelm wählte 1660 Potsdam zur Residenz.

Mit dem kurmärkischen Landtag 1653, auf dem der Große Kurfürst Friedrich Wilhelm die Macht des Landadels einschränkte, begann die absolutistische Zeit in Brandenburg. Seine Regierungszeit war eine der einflussreichsten in der Geschichte Brandenburgs und Potsdams. Er kaufte die einzelnen verpfändeten Stadtgebiete zusammen und entschloss sich, die Stadt zu seiner zweiten Residenz neben Berlin auszubauen. Damit folgte ein Entwicklungsschub, unter anderem durch den Umbau der älteren Burg zu einem Stadtschloss sowie der Verschönerung der Umgebung. Die Wahl auf das Gebiet Potsdams kann auf mehrere Gründe zurückzuführen sein. Die relativ unberührte Natur und die reichhaltigen Jagdgründe ermöglichten dem Kurfürsten seiner Vorliebe für die Jagd nachzugehen. Zudem gab es kaum ein entwickeltes Bürgertum, welches sich dem Willen des Hofstaates gegenüberstellen konnte.

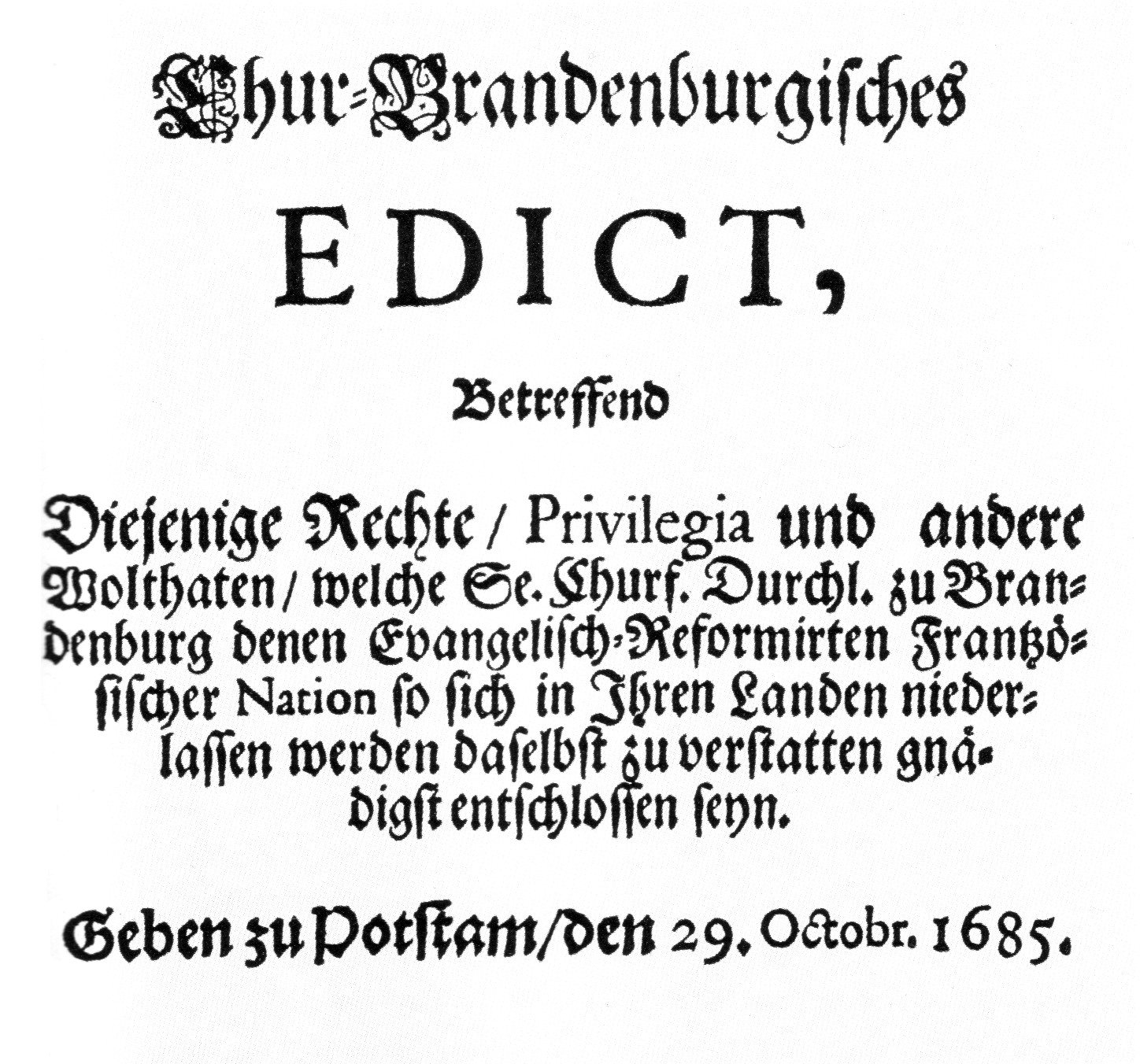
Das Edikt von Potsdam 1685 bewirkte ein schnelles Bevölkerungswachstum nach dem Dreißigjährigen Krieg.

Nach dem Ende des verheerenden Dreißigjährigen Kriegs verblieben nur 700 Menschen in der Stadt. Als Potsdam 1660 offiziell Residenzstadt wurde, waren immer noch 119 von 198 Häusern unbewohnt. 29 Haushalte galten als verarmt und konnten keine Steuern zahlen. Erst mit Hilfe des Toleranzediktes von Potsdam im Jahre 1685 konnten aufgrund steigender Immigration die Landstriche neu bevölkert werden. Vor allem die verfolgten, protestantischen Hugenotten aus Frankreich flohen in den Schutz der brandenburgischen Gebiete. Etwa 20.000 Menschen folgten dem Angebot und verhalfen der Wirtschaft mit ihrem Fachwissen zum Aufschwung. Die französische Kultur war unter anderem auf dem Gebiet der Literatur und der Architektur weit entwickelt. In der Stadt Potsdam wurde ab 1719 im Zuge der ersten Stadterweiterung das Französische Quartier (ca. 50 Häuser) errichtet, welches aber im Zweiten Weltkrieg zerstört wurde. Erhalten blieb die Französische Kirche, welche heute die älteste erhaltene Kirche im historischen Stadtgebiet von Potsdam ist. Zu den einflussreichen Nachfahren der Hugenotten zählen unter anderem der Schriftsteller Theodor Fontane, der Baumeister Carl von Gontard und der frühere Bundesinnenminister Thomas de Maizière. An die Aufnahme hugenottischer Flüchtlinge durch Friedrich Wilhelm I. erinnert ein Relief am Genfer Reformationsdenkmal.

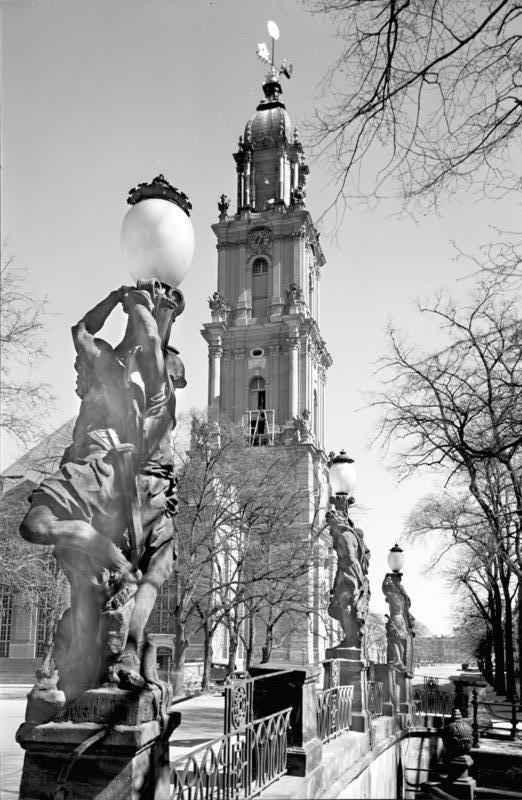
Die 1735 errichtete Garnisonkirche (Ca. 1900)

### Friedrich Wilhelm I. (1713–1740)
Unter dem Soldatenkönig Friedrich Wilhelm I. entwickelte sich Potsdam besonders in baulicher Hinsicht durch zwei Stadterweiterungen. Da der König seine Soldatenbataillone komplett von Königs Wusterhausen in die Stadt verlegen ließ, musste entsprechend neuer Platz geschaffen werden. Bis dieser zur Verfügung stand, kam es zu Einquartierungen in den Häusern der örtlichen Bevölkerung. Zwei bis sechs Soldaten waren aufzunehmen und mit Kleidung und Verpflegung zu versorgen.
Nördlich der bisherigen Altstadt um das Stadtschloss entstanden dann ab 1720 die erste und die zweite Stadterweiterung. Die Fassaden blieben zunächst einfach gehalten da der König einen sparsamen Baustil verordnet hatte. Als äußere Begrenzung diente eine Stadtmauer, deren Tore noch heute teilweise erhalten sind (u. a. Brandenburger Tor, Nauener Tor). Den angeheuerten Soldaten, auch bekannt als Lange Kerls, sollte so das mögliche Desertieren erschwert werden. Bemerkenswert an den neuen Stadtquartieren war die Lage der Straßen, die von oben betrachtet eine Schachbrettform ergaben. Auch die drei neu gebauten Kirchen, die Heilig-Geist-Kirche, St.-Nikolai-Kirche und die Garnisonkirche bildeten eine Linie. Damit gab Friedrich Wilhelm I. Potsdam erstmals ein strukturiertes Gesicht.

### Friedrich der Große (1740–1786)

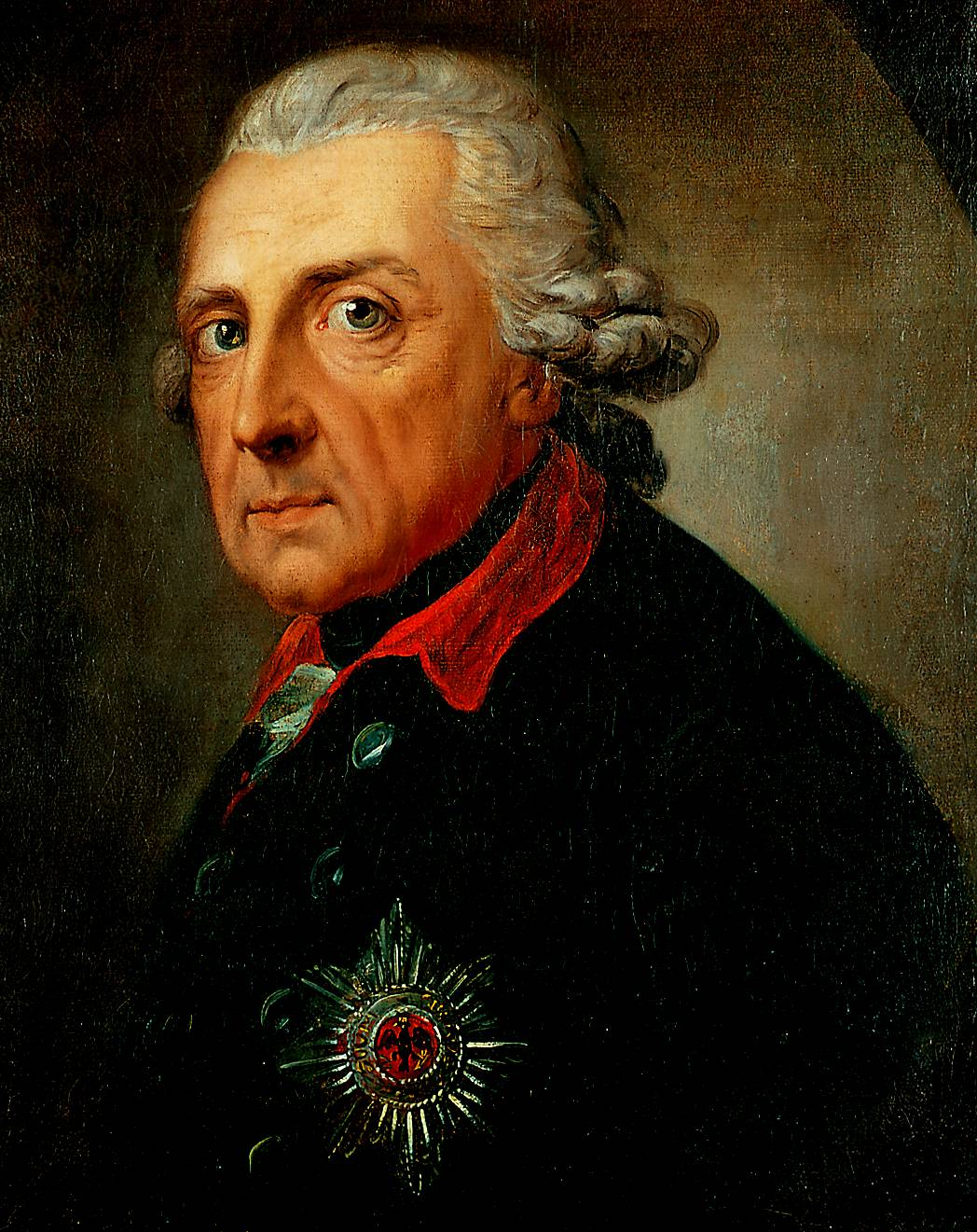
Der aufgeklärte Monarch Friedrich der Große

Friedrich der Große prägte das Schicksal der Residenzstadt Potsdam vor allem in künstlerischer und architektonischer Hinsicht. Er ließ ab 1745 ganze Straßenzüge umgestalten und mit Barockfassaden versehen. Diese waren zwar häufig nur vorgeblendet, gaben der Stadt jedoch ein prächtiges Aussehen, das durch weitere Projekte wie dem Umbau des Stadtschlosses oder der Gestaltung des Alten Marktes weiter aufgewertet wurde. Auch sein bedeutendstes Schloss, das Schloss Sanssouci entstand in dieser Zeit auf einem Berg im Nordwesten, dem späteren Weinberg im Park Sanssouci. Den Park selbst ließ er durch Anlage weiterer bedeutender Bauwerke im Stil des Friderizianischen Rokoko zu seinem Residenzgarten umgestalten. 50 Jahre später öffnete dieser auch für das Bürgertum.
In der Kultur entwickelte sich Potsdam neben Berlin zu einem Zentrum in Preußen. Friedrich schätzte die Gedanken der Aufklärung und förderte die Wissenschaft und die Kunst. Der bedeutende Philosoph der Aufklärung Voltaire wurde auf Wunsch des Königs 1750 an den Hof von Sanssouci eingeladen. Er trat das gut dotierte Amt eines Königlichen Kammerherrn an und wurde behandelt wie ein hochrangiger Gast.

## Stadtentwicklung (1800–1918)

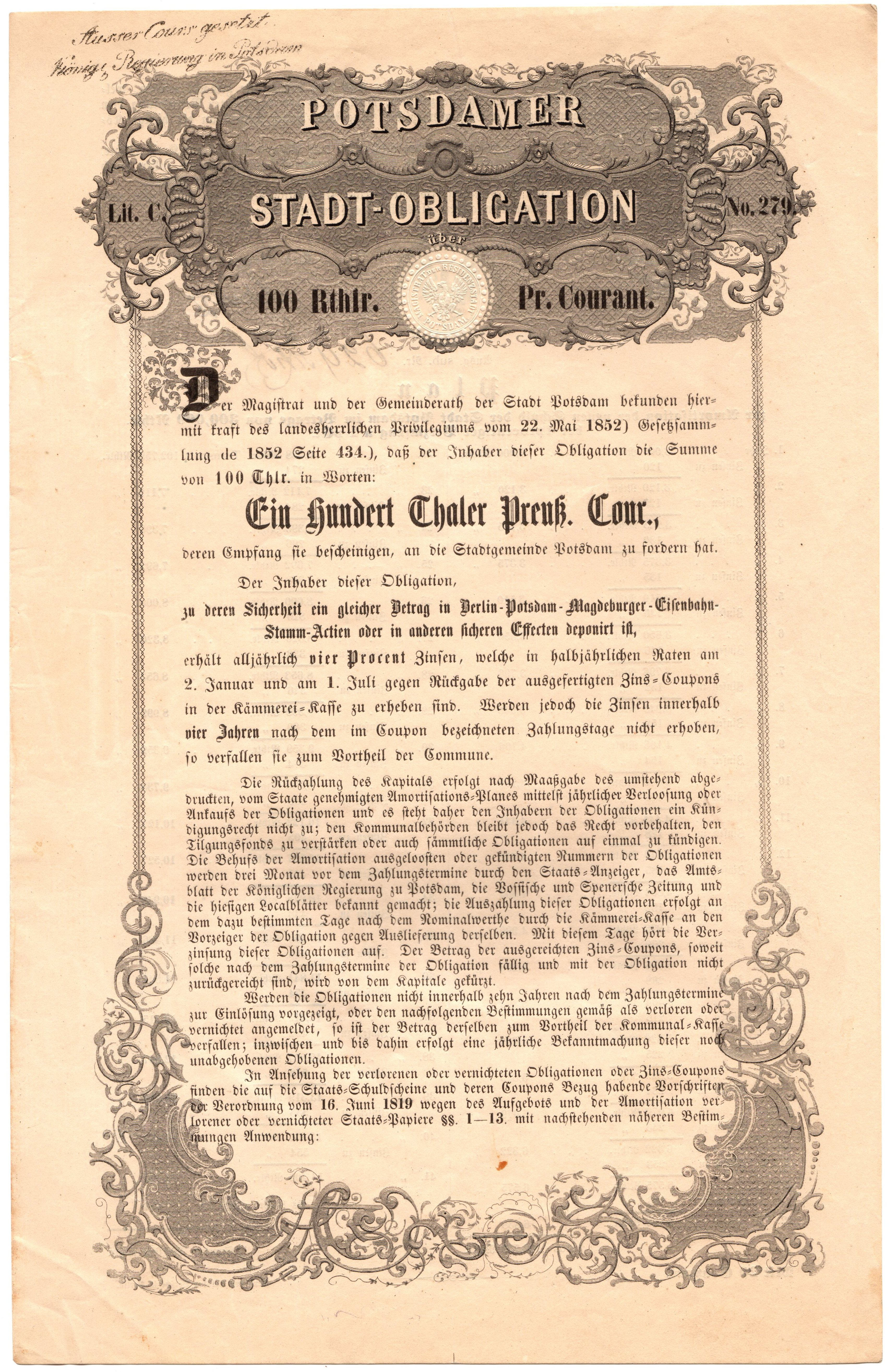
Potsdamer Stadt-Obligation über 100 Thaler, 1852

In der Nacht vom 21. zum 22. Oktober 1806 erreichte Napoléon Bonaparte mit seinen Truppen die Stadt Potsdam. Die nachhaltige Wirkung der Besatzungszeit belastete die Bevölkerung schwer und warf die Stadt in ihrer Entwicklung für lange Zeit zurück. Bemerkenswert war der Besuch Napoleons am Grab Friedrichs des Großen in der Gruft der Garnisonkirche mit der überlieferten Aussage: „Wenn er noch gelebt hätte, wäre ich nicht hier“.
Ab 1815 entwickelte Friedrich Wilhelm III. die Stadt zu einem Verwaltungszentrum. Es siedelten sich zahlreiche Regierungsbeamte in Potsdam an. 1838 ging mit der Strecke Potsdam–Berlin die erste Eisenbahnlinie Preußens in Betrieb.
Hauptartikel → Architektur Potsdams unter Friedrich Wilhelm IV.
Die zunehmenden Spannungen in der Zeit des Vormärzes entluden sich in der Märzrevolution von 1848. Das Volk kämpfte auf den Barrikaden im benachbarten Berlin für eine liberale Verfassung. Nach den tödlichen Schüssen des Militärs hatte Friedrich Wilhelm IV. den 187 Toten auf dem Berliner Schloßplatz seine Reverenz erwiesen. Am 29. März siedelte der König in die vermeintlich ruhigere Nachbarstadt Potsdam um. Doch am 12. September 1848 sprang der Funke der Revolution auch auf Potsdam über. Meuternde Soldaten versammelten sich diskutierend vor dem Neuen Palais. Als die Soldaten versuchten, gefangene Kameraden aus dem Arrest zu befreien, wurde der Aufstand schnell von preußischen Elitetruppen niedergeschlagen. Die „Potsdamer Meuterei“ blieb damit nur eine kurze Episode der Deutschen Revolution.

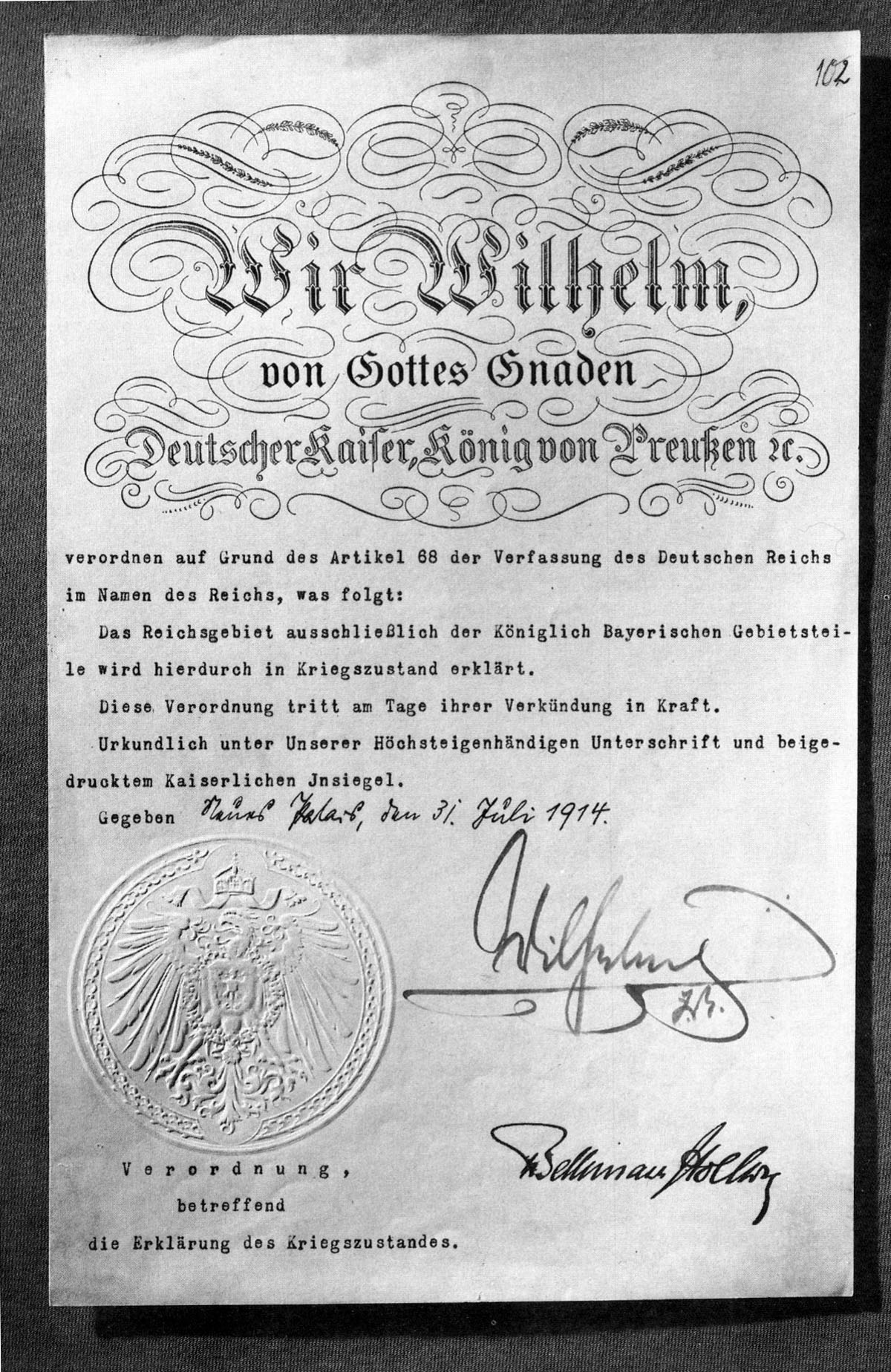
Kriegserklärung zum Ersten Weltkrieg 1914.

Nach den Wirren der unvollendeten Revolution war die Restauration der alten Machtverhältnisse das vorherrschende Ziel. 1848 wurde der kurzlebige Potsdamer Verein für deutsche Sprache gegründet. Zahlreiche ambitionierte Bauprojekte trieb man voran, so die Nikolaikirche (1850) und die katholische Kirche St. Peter und Paul im Jahre 1867. Die hohen Bauten prägen noch heute das Stadtbild. Das Jahr 1888 ging als Dreikaiserjahr in die deutsche Geschichte ein. Auf Wilhelm I., der am 9. März verstarb, folgte sein an Kehlkopfkrebs erkrankter Sohn Friedrich Wilhelm als Friedrich III., der nach 99 Tagen Regentschaft am 15. Juni starb. Ihm folgte am selben Tag sein ältester Sohn Friedrich Wilhelm als deutscher Kaiser und König von Preußen Wilhelm II.

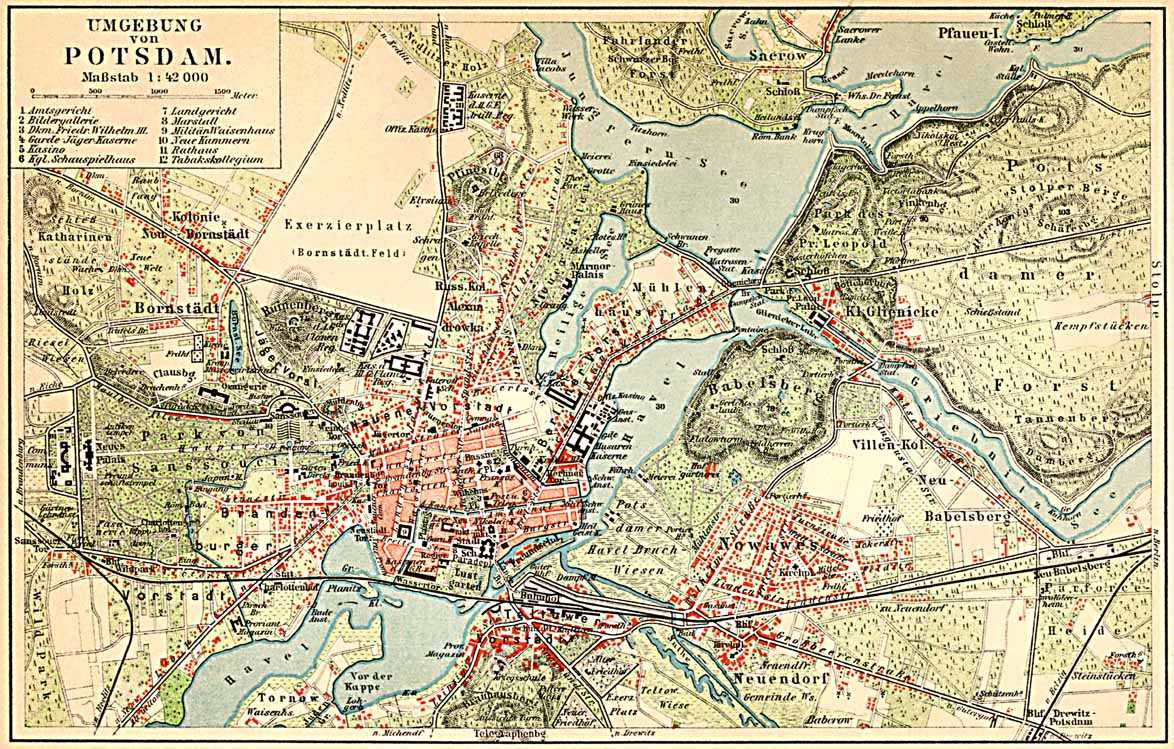
Stadtplan von Potsdam um 1900

1897 gelang die erste drahtlose Telegrafie in Deutschland zwischen der Heilandskirche am Port von Sacrow und der Matrosenstation Kongsnæs an der Glienicker Brücke auf einer Distanz von rund 1,6 Kilometern. 1907 führte die Straßenbahn Potsdam den elektrischen Betrieb ein. Seit 1911 hatte Potsdam einen 25 Hektar großen Luftschiffhafen an der Pirschheide. Die ehrgeizigen Pläne sahen ein Luftfahrtzentrum Europas unter Leitung des Luftschiff-Erfinders Graf Zeppelin vor. Bereits 1912 errichtete man die größte Luftschiffhalle Deutschlands. Ab 1914 wurden Kriegsluftschiffe gebaut, 1917 wurde die Produktion eingestellt und 1920 die Halle abgerissen.
Im Jahr 1914 unterzeichnete der letzte preußische König und deutsche Kaiser Wilhelm II. im Neuen Palais die Kriegserklärung gegen die Entente-Mächte. Nach dem Ende des Ersten Weltkriegs endete auch die Ära der Monarchie mit der Novemberrevolution und Wilhelm II. floh 1918 ins Exil nach Holland. Die Stadt Potsdam verlor damit ihren Status als Residenzstadt endgültig.

## Weimarer Republik und Nationalsozialismus (1918–1945)
Der verlorene Krieg verschärfte die Not und das Elend in Deutschland. Das umfangreiche Eigentum der Hohenzollern an Schlössern und Grundbesitz wurde von der neuen Regierung zunächst beschlagnahmt und ging nach der Vermögensauseinandersetzung zwischen dem preußischen Staat und dem Haus Hohenzollern 1926 zum größten Teil in Staatseigentum über.
Zu Beginn der Zeit des Nationalsozialismus fand am 21. März 1933 der Tag von Potsdam statt. Bei dem inszenierten Staatsakt reichte der greise Reichspräsident Paul von Hindenburg dem neuen Reichskanzler Adolf Hitler die Hand. Dies sollte als symbolische Geste für ein Bündnis der alten Ordnung mit dem Nationalsozialismus verstanden werden. Die konstituierende Sitzung des Reichstags fand ohne die Sozialdemokraten und Kommunisten in der Potsdamer Garnisonkirche statt, da der Berliner Reichstag aufgrund des Brandschadens nicht zur Verfügung stand. Das Ereignis wurde landesweit im Rundfunk übertragen.

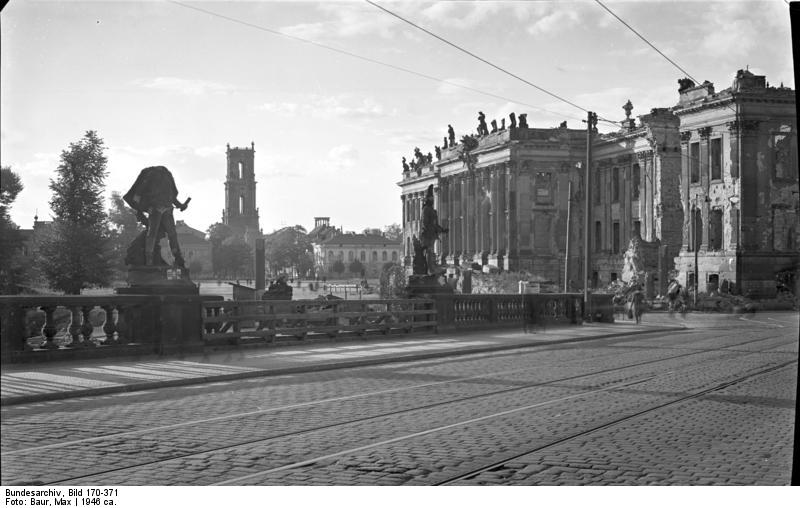
Potsdam, 1946

Das Stadtzentrum Potsdams wurde in der letzten Phase des Zweiten Weltkrieges am 14. April 1945 durch einen nächtlichen britischen Luftangriff auf Potsdam zerstört. Als Hauptziel war zwar der Bahnhof angegeben worden, eigentliches Ziel stellte jedoch, wie in vielen anderen bombardierten Städten Deutschlands, die Altstadt dar. Dabei entstand besonders in der südlichen Potsdamer Altstadt Totalschaden, die bedeutendsten Bauwerke gingen in Flammen auf (Stadtschloss) oder brannten im Laufe der Nacht durch Funkenflug aus (Garnisonkirche). Einige wenige Gebäude erlitten zunächst jedoch nur leichte Schäden, dazu zählten die Nikolaikirche, das Alte Rathaus sowie das Schauspielhaus am Kanal, weiterhin auch einige kleinere Stadtviertel, wie der Neue Markt und das Holländische Viertel.
Bereits kurz nach diesem Angriff wurde die Stadt von den Nationalsozialisten zur Festung erklärt, denn die herannahende Rote Armee sollte die Nachschubwege nach Berlin nicht erreichen. Die Eisenbahnbrücke am Hauptbahnhof sowie die Glienicker Brücke wurden gesprengt. Aus zerstörten Straßenbahnwagen wurden Barrikaden gebaut und die Nikolaikirche und Heiligengeistkirche durch Beobachtungsposten besetzt. In den letzten Kriegstagen wurden diese Türme durch die sowjetische Artillerie beschossen. Der Turm der Heiligengeistkirche brannte bis auf einen Stumpf nieder, die Nikolaikirche erhielt so schwere Schäden, dass sie erst 36 Jahre später wieder eingeweiht werden konnte. Aus Furcht vor Angriffen von Beobachtungsposten wurden weitere hohe Ziele, wie der Monopteros auf dem Militärwaisenhaus, von der Artillerie beschossen und dabei schwer beschädigt. Bis zum 27. April war Babelsberg und die Stadt südlich der Havel von der Roten Armee eingenommen worden. Die eingeschlossenen Garnison – als „Armeegruppe Spree“ unter Generalmajor Hellmuth Reymann bezeichnet – brach in der Nacht des 29./30. April 1945 nach Südwesten über Ferch zu den Linie der 12. Armee aus. Damit endete der Zweite Weltkrieg für die Stadt.

## Besatzungszeit und DDR (1945–1990)

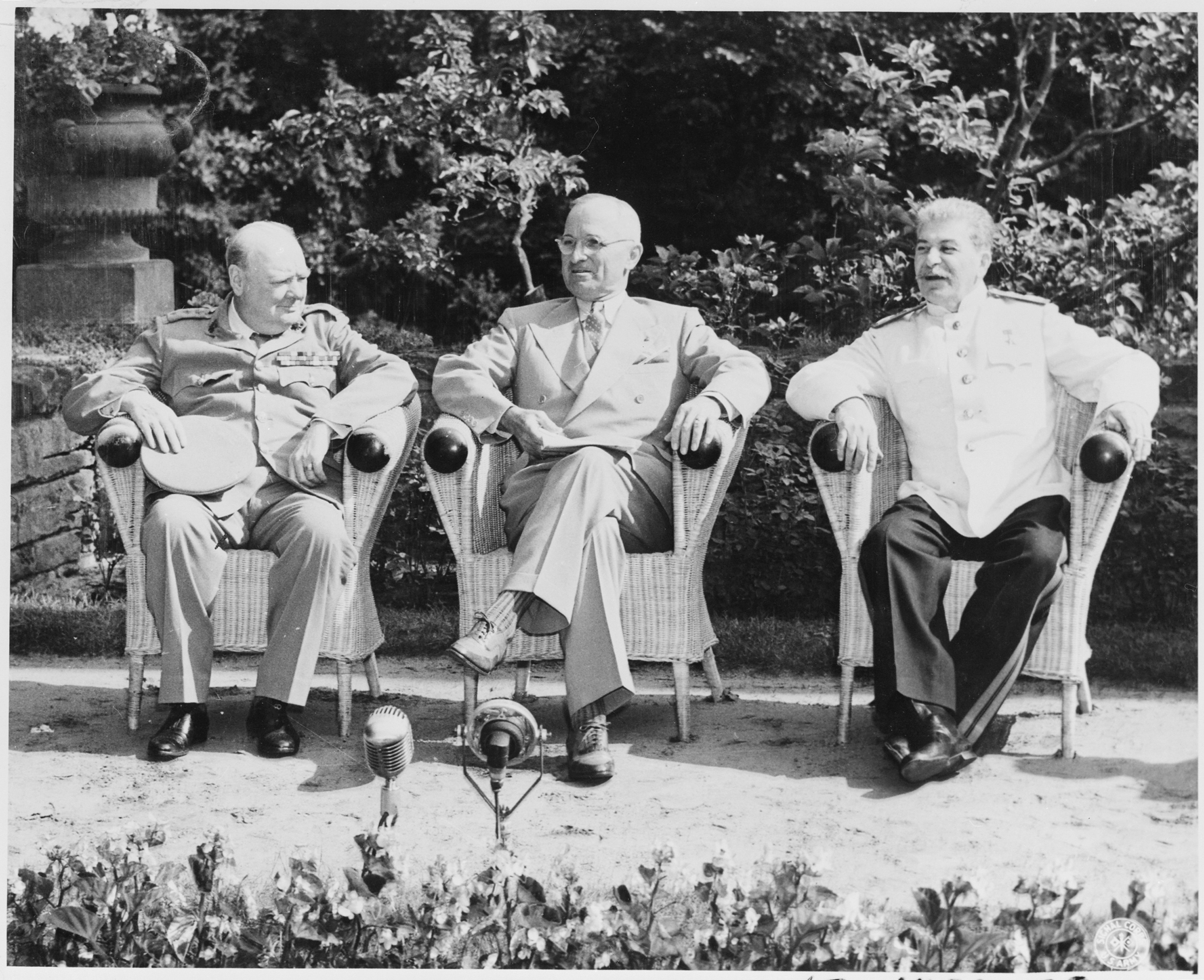
Potsdamer Konferenz im Schloss Cecilienhof mit Churchill, Truman und Stalin.

Im Schloss Cecilienhof, dem Wohnsitz des letzten deutschen Kronprinzen Wilhelm von Preußen, fand vom 17. Juli bis zum 2. August 1945 die Potsdamer Konferenz der Siegermächte USA (Harry S. Truman), Großbritannien (zunächst Winston Churchill, später Clement Richard Attlee) und Sowjetunion (Stalin) statt. Die Konferenz endete mit dem Potsdamer Abkommen, welches die deutsche Besatzung in vier Zonen besiegelte.
Mit der Gründung der DDR wurde Potsdam von 1952 bis 1990 zum Verwaltungssitz des neu gegründeten Bezirkes Potsdam. Am 25. Juli 1952 nahm der Landtag Brandenburg das Gesetz „Maßnahmen zur Änderung der staatlichen Struktur der DDR“ einstimmig an und teilte das Land Brandenburg in die drei Bezirke Potsdam, Frankfurt (Oder) und Cottbus.

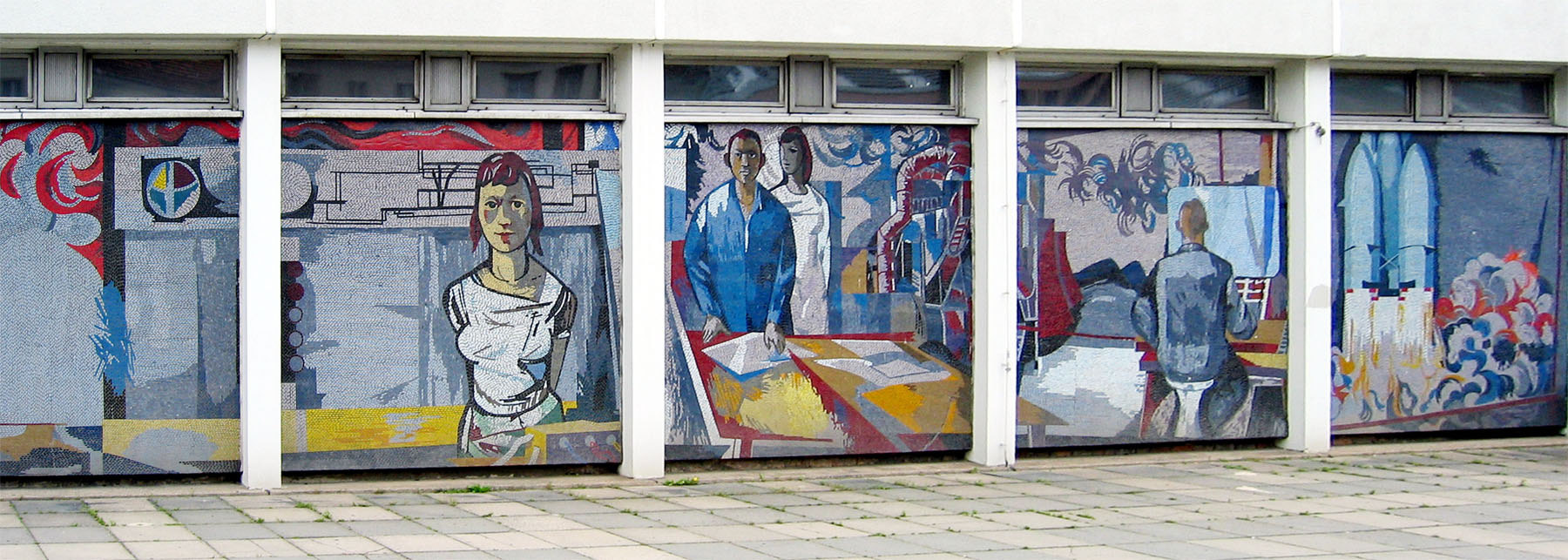
Öffentliche Kunst in der DDR, 1971

Die sozialistische Regierung hatte ein gespaltenes Verhältnis zum Erbe Preußens. Einerseits erkannte man die kulturellen und künstlerischen Leistungen an. Dem preußischen Architekten Karl Friedrich Schinkel und dem Staatsmann Wilhelm von Humboldt wurden die ersten Gedenkmünzen der DDR gewidmet. Dennoch sah man in zahlreichen Bauten den Ausdruck eines Militarismus und bevorzugte den Abriss statt Wiederaufbau historischer Bauwerke. So gingen weitere Denkmale verloren, der Wiederaufbau ganzer Straßenzüge in historischer Form, wie der heutigen Wilhelm-Staab-Straße, blieb die Ausnahme. In den ersten Jahren wurden Gebäude in aufwendigeren Stilen gebaut, um sie in das Stadtbild einzupassen. Unter dem zunehmenden ökonomischen Druck wurde später auf die günstigere Plattenbauweise umgestiegen, so wurden die neueren Stadtviertel im Süden wie Schlaatz, Waldstadt und Drewitz in einem einheitlichen Baustil errichtet.

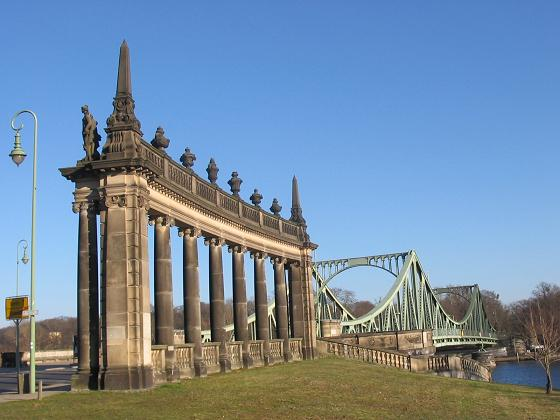
Glienicker Brücke, im geteilten Deutschland Ort von Agentenaustauschen

Die Filmproduktion in Babelsberg musste sich bereits ab der Zeit des Nationalsozialismus linientreu geben. Das Filmstudio Babelsberg war eines der Filmzentren im Dritten Reich und das Filmzentrum der DDR als Deutsche Film AG, kurz DEFA. Den Wiederaufbau der Stadt dokumentierte 1946 der Film Potsdam baut auf. Propagandafilme wurden gedreht, aber auch anspruchsvolle Unterhaltung, wie der Film Spur der Steine mit Manfred Krug von 1966 zeigt. Die allzu realistische Darstellung des Lebens wurde zensiert, weil er „aufgrund von falschen politischen Positionen seines Regisseurs auch künstlerisch ganz schwach sei, eben ein Machwerk in jeder Beziehung“, so der damalige Kultusminister Klaus Gysi.
Insgesamt entstanden mehr als 700 Spielfilme und 160 Kinderfilme in der Zeit der DDR. Der Film Jakob der Lügner wurde als einziger Film der DEFA für einen Oscar nominiert.
1949 wurde Ost-Berlin zur Hauptstadt der DDR erklärt. Mit dem Mauerbau verlor Potsdam 1961 seinen direkten Anschluss zum Nachbarn West-Berlin. Damit wurde die Berliner Mauer auch in Potsdam zur Grenze zwischen Ost und West. Bemerkenswert ist die kleine westliche Exklave Steinstücken, die isoliert in Babelsberg verblieb. Der Übergang an der Glienicker Brücke wurde während des Kalten Krieges zum Austausch der Spione genutzt. Beim spektakulärsten Transfer 1962 wurde der sowjetische Spion Rudolf Iwanowitsch Abel gegen den US-Piloten Francis Gary Powers getauscht. Direkt nach dem Mauerfall 1989 konnte die Brücke als „Brücke der Einheit“ von der Bevölkerung wieder genutzt werden.
Die Brücke erhielt schon 1984 den Namen Glienicker Brücke zurück.

## Bundesrepublik Deutschland (1990-Gegenwart)

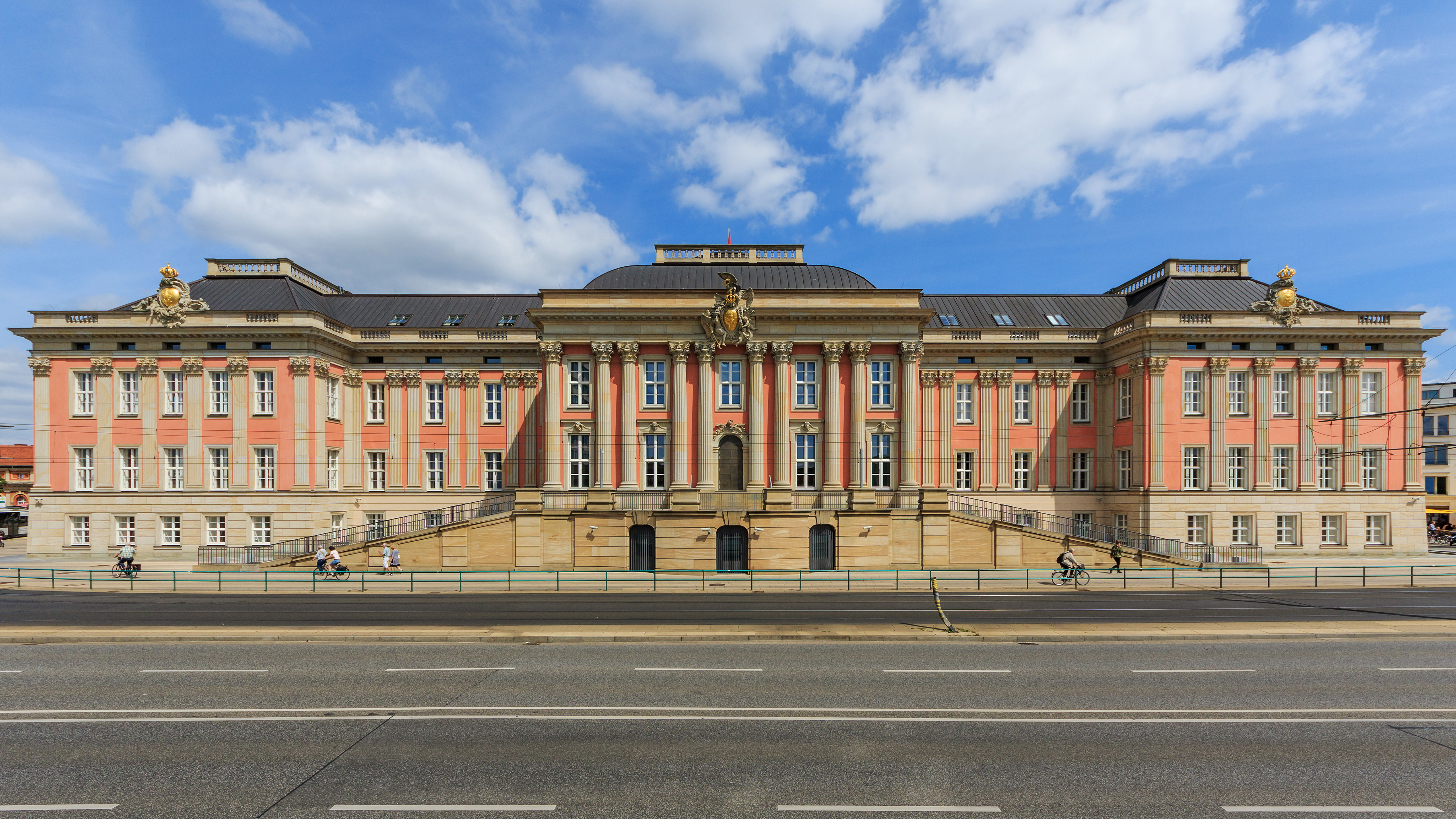
Seit 2014 befindet sich der Landtag Brandenburg im wiederaufgebauten Stadtschloss

Mit der Wiedergründung des Landes Brandenburg nach der Deutschen Einheit 1990 wurde Potsdam dessen Hauptstadt. Es existieren seither verschiedene Initiativen zur Rekonstruktion einiger zerstörter Gebäude der Innenstadt, so beispielsweise der Garnisonkirche oder des Stadtschlosses. Bereits 1990 wurden weite Teile der Kulturlandschaft Potsdams zum UNESCO-Welterbe ernannt.
Das eintausendjährige Bestehen der Stadt konnte offiziell 1993 gefeiert werden. Der 1963 zugeschüttete Stadtkanal wurde teilweise in Anlehnung an seinen alten Verlauf wieder freigelegt. Im Jahr 2001 fand in Potsdam unter dem Motto „Gartenkunst zwischen gestern und morgen“ die Bundesgartenschau statt. 2004 erhielt die Stadt die Goldmedaille beim Bundeswettbewerb Unsere Stadt blüht auf.
Im 21. Jahrhundert entwickelte sich Potsdam zu einem renommierten Forschungs- und Bildungsstandort im deutschsprachigen Raum.